# Johanna Martes Vidal
Johanna Martes Vidal (Santo Domingo, 23 novembre 1974) è una conduttrice televisiva dominicana.

## Biografia
Johanna arrivò in Italia, ad Arezzo, andando a vivere in un collegio di suore, dove cominciò a cantare nel locale coro di voci bianche.
Nel 1994, Johanna esordì in televisione nell'ultima edizione del celebre programma di Italia 1 Non è la Rai, dove le fu data l'opportunità di esibirsi con una canzone, Il vento, e di condurre una puntata dello show in sostituzione di Ambra Angiolini, ammalata. Seguirono varie conduzioni di programmi televisivi: Coloradio su TMC2 (estate 1999), My Compilation su Rai 2, L'ora della magia su Disney Channel, Yin@Yang su Nessuno TV e Bar Stadio su Comedy Central.
Ha partecipato al film L'uomo perfetto e al programma radiofonico La Noche Escabrosa su m2o.
Tra il 2007 e il 2009 ha condotto, su All Music, la Classifica Black, in onda dalle ore 16:00 del venerdì pomeriggio, mentre dal 2010 lavora per come VJ per La3 Tv.